# Sint-Jozefkerk (Venlo)

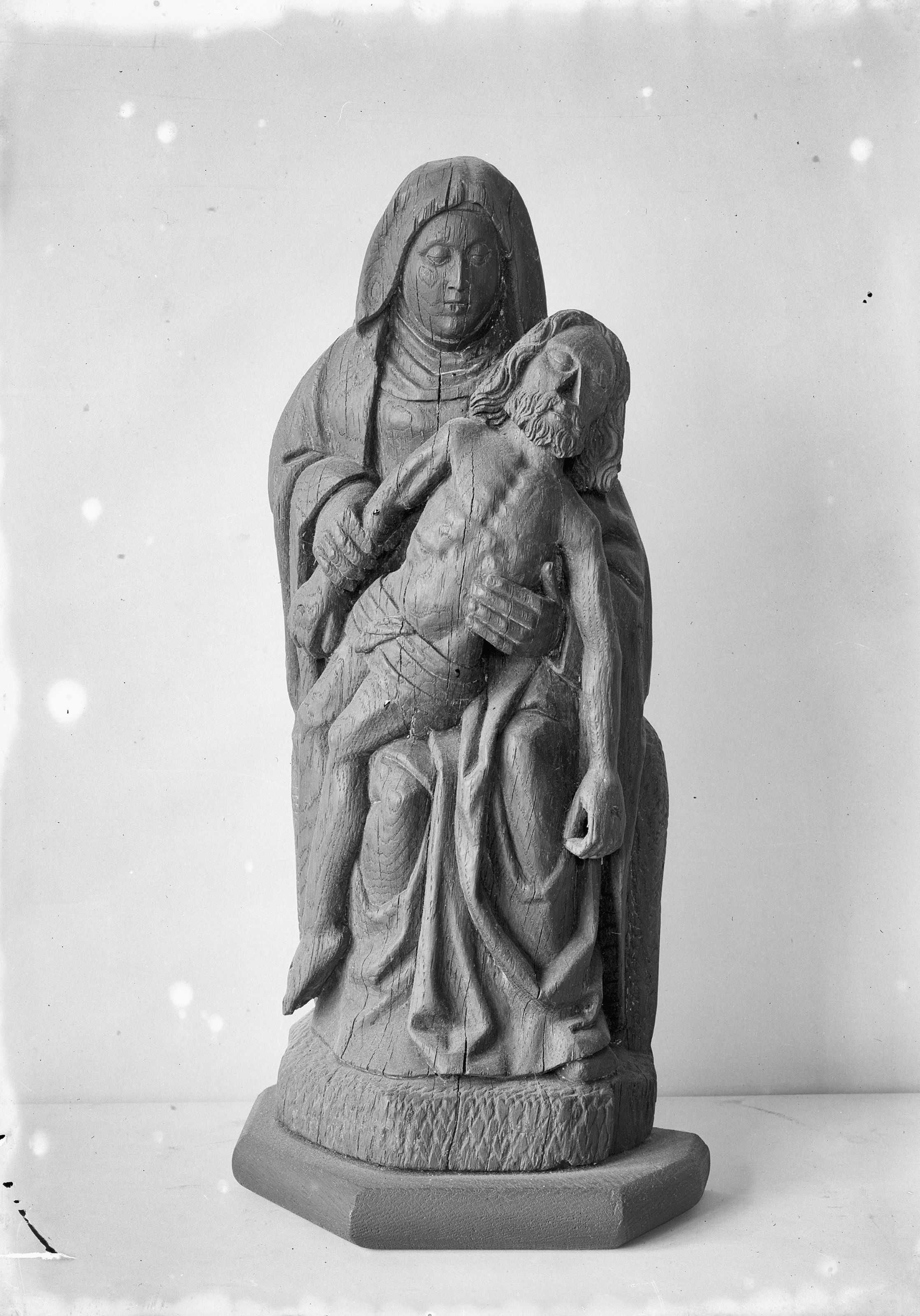
Beeld uit de voormalige kerk

De Sint-Jozefkerk (ook: Sint-Josephkerk) is een voormalige parochiekerk in Venlo-Oost, gelegen aan Maagdenbergweg 21 in de Nederlandse stad Venlo.
Het was een kloosterkerk van de franciscanen die in 1921 werd gebouwd als noodkerk. Architect was H. Rijven. In 1920 was de wijk Venlo-Oost reeds erkend als rectoraat en telde in dat jaar 2200 gelovigen. In de laatste jaren van de Tweede Wereldoorlog werd de kerk zwaar beschadigd. Bovendien werd de klok door de bezetter geroofd. In 1966 werd de kerk verheven tot parochiekerk. De ontkerkelijking leidde ertoe dat de kerk in 2012 werd onttrokken aan de eredienst.
Het betreft een langwerpig bakstenen gebouw onder zadeldak, getooid met een dakruiter.
Het interieur wordt overwelfd door een wit tongewelf. Het koor bevindt zich in een rondbogige apsis, die wordt geflankeerd door twee kleinere apsiden.